# Orestes-Gletscher
Der Orestes-Gletscher ist ein schmaler Gletscher im ostantarktischen Viktorialand. In der Olympus Range liegt er an der Nordwand des Orestes Valley.
Das Advisory Committee on Antarctic Names benannte ihn 1997 in Anlehnung an die Benennung des gleichnamigen Tals. Dessen Namensgeber ist, vermittelt über den Mount Orestes, Orestes, eine Figur aus der griechischen Mythologie.